# مارك جونز (لاعب كرة سلة أمريكي)
مارك جونز (25 مايو 1975 في الولايات المتحدة - ) (بالإنجليزية: Mark Jones)‏ هو لاعب كرة سلة أمريكي في مركز مدافع مسدد الهدف. لعب مع أورلاندو ماجيك.

## وصلات خارجية
- مارك جونز على موقع إن بي أي (الإنجليزية)
- مارك جونز على موقع سبورتس رفرنس (الإنجليزية)
- مارك جونز على موقع كرة السلة الأوروبية.كوم (الإنجليزية)
- مارك جونز على موقع كلية كرة السلة في سبورتس رفرنس.كوم (الإنجليزية)
- مارك جونز على موقع ريلجم (الإنجليزية)
- مارك جونز على موقع بروبوليرز (الإنجليزية)
- مارك جونز على موقع سبورتس رفرنس (الإنجليزية)